# بارامولا
بارامولا رمزها «BR» (بالإنجليزية: Baramula) ، هو تقسيم إداري لدولة الهند تتبع ولاية جامو وكشمير (بالإنجليزية: Jammu  and  Kashmir) ، مركزها هو مدينة بارامولا (بالإنجليزية: Baramula) عدد سكانها حسب تعداد سنة 2001 هو 853,344 ، مساحتها 1,015,503 كم² وكثافة السكان 3329 لكل كم² .

## المناخ
يظهر الجدول التالي التغييرات المناخية على مدار السنة لبارامولا:
| البيانات المناخية لـبارامولا       | البيانات المناخية لـبارامولا | البيانات المناخية لـبارامولا | البيانات المناخية لـبارامولا | البيانات المناخية لـبارامولا | البيانات المناخية لـبارامولا | البيانات المناخية لـبارامولا | البيانات المناخية لـبارامولا | البيانات المناخية لـبارامولا | البيانات المناخية لـبارامولا | البيانات المناخية لـبارامولا | البيانات المناخية لـبارامولا | البيانات المناخية لـبارامولا | البيانات المناخية لـبارامولا |
| الشهر                              | يناير                        | فبراير                       | مارس                         | أبريل                        | مايو                         | يونيو                        | يوليو                        | أغسطس                        | سبتمبر                       | أكتوبر                       | نوفمبر                       | ديسمبر                       | المعدل السنوي                |
| ---------------------------------- | ---------------------------- | ---------------------------- | ---------------------------- | ---------------------------- | ---------------------------- | ---------------------------- | ---------------------------- | ---------------------------- | ---------------------------- | ---------------------------- | ---------------------------- | ---------------------------- | ---------------------------- |
| متوسط درجة الحرارة الكبرى °م (°ف)  | 7.0 (44.6)                   | 8.2 (46.8)                   | 14.1 (57.4)                  | 20.5 (68.9)                  | 24.5 (76.1)                  | 29.6 (85.3)                  | 30.1 (86.2)                  | 29.6 (85.3)                  | 27.4 (81.3)                  | 22.4 (72.3)                  | 15.1 (59.2)                  | 8.2 (46.8)                   | 19.7 (67.5)                  |
| متوسط درجة الحرارة الصغرى °م (°ف)  | −2 (28)                      | −0.7 (30.7)                  | 3.4 (38.1)                   | 7.9 (46.2)                   | 10.8 (51.4)                  | 14.9 (58.8)                  | 18.1 (64.6)                  | 17.5 (63.5)                  | 12.1 (53.8)                  | 5.8 (42.4)                   | 0.9 (33.6)                   | −1.5 (29.3)                  | 7.3 (45.1)                   |
| الهطول مم (إنش)                    | 48 (1.9)                     | 68 (2.7)                     | 121 (4.8)                    | 85 (3.3)                     | 68 (2.7)                     | 39 (1.5)                     | 62 (2.4)                     | 76 (3.0)                     | 28 (1.1)                     | 33 (1.3)                     | 28 (1.1)                     | 54 (2.1)                     | 710 (27.9)                   |
| متوسط أيام هطول الأمطار (≥ 1.0 mm) | 6.6                          | 7.3                          | 10.2                         | 8.8                          | 8.1                          | 5.7                          | 7.9                          | 6.8                          | 3.5                          | 2.8                          | 2.8                          | 5.1                          | 75.6                         |
| المصدر: HKO                        |                              |                              |                              |                              |                              |                              |                              |                              |                              |                              |                              |                              |                              |